# Кровные узы (фильм, 1978)
«Кровные узы» (фр. Les Liens De Sang, англ. Blood Relatives) — кинофильм. Экранизация детективного романа американского писателя Эда Макбейна «Кровное родство» из серии «87-й полицейский участок».

## Сюжет
В полицейский участок ночью прибегает девушка. Патриция вся в крови и рассказывает, что стала свидетельницей изнасилования и убийства её 17-летней двоюродной сестры. Неизвестный принудил девушку к половому акту и затем зверски убил несчастную. Полиция начинает расследование с поиска маньяков и педофилов, которые могли оказаться в этой местности. Инспектор Карелла (Дональд Сазерленд) в качестве главного подозреваемого рассматривает педофила Дониака (Дональд Плезенс). Неожиданно Патриция меняет свои показания. Похоже, что в преступлении замешан кто-то из родственников сестёр. Личность убийцы может раскрыть дневник жертвы, но его ещё нужно найти…

## В ролях
- Дональд Сазерленд — Стив Карелла
- Од Ландри — Патриция Ловери
- Стефан Одран — миссис Ловери
- Уолтер Мэсси — мистер Ловери
- Мишлен Ланкто — миссис Карелла
- Дональд Плезенс — Джеймс Дониак
- Лоран Мале — Эндрю Ловери